# Kutlèixevo
Kutlèixevo és un poble del municipi de Dòlneni, al centre de Macedònia del Nord. Segons un cens realitzat el 2002, la població estava formada per 27 habitants, dividits en 26 d'origen macedoni, i un d'origen serbi.